# Vernon Grounds
Vernon C. Grounds  (* 14. Juli 1914 in Jersey City, New Jersey; † 12. September 2010 in Wichita, Kansas) war ein US-amerikanischer baptistischer Theologe evangelikaler Prägung. Er war von 1951 bis 2010 als Professor, Dekan, Präsident und Kanzler am Conservative Baptist Theological Seminary, das später in Denver Seminary umbenannt wurde,  tätig.

## Leben
Vernon Carl Grounds war das jüngste der drei Kinder der Eheleute John und Bertha Grounds. Sein Vater arbeitete als Ingenieur bei einer Eisenbahngesellschaft. Sein Studium an der Rutgers University schloss er im Jahr 1937 als Bachelor mit Auszeichnung ab. Während seiner Studienzeit an der Rutgers University engagierte sich Grounds bei Anti-Kriegs-Kundgebungen und spielte bisweilen mit dem Gedanken, einer humanistischen Gesellschaft beizutreten, zudem hinterfragte er den von seinen Eltern übernommenen, lutherisch geprägten Glauben. Im Sommer 1933, während eines Besuches in seiner Heimat, besuchte Grounds ein Gospel-Konzert seiner ehemaligen Schulfreunde. Die anschließende Diskussion, an der er aus Neugier auf einen Einblick in die Psyche seiner gläubigen Freunde teilgenommen hatte, verließ Grounds mit dem Gefühl, dass diese eine einschneidende Erfahrung in ihrem Leben gemacht hätten. Die Auseinandersetzung mit Thomas Manns Bildungsroman Der Zauberberg und einem Buch des schottischen Theologen James Orr (1844–1913) mit dem Titel „The Christian View of God and the World“, führten Grounds letztlich zum Evangelikalismus. Er unterstützte fortan den Gospel-Chor bei seinen Jugendevangelisationen als Redner. Im Juni 1939 heiratete er Ann Barton, die den Chor als Pianistin begleitete.
Von 1934 bis 1945 war Grounds der Pastor des Gospel Tabernacle in Paterson, New Jersey. Während dieser Zeit erwarb er am Faith Theological Seminary in Wilmington den Bachelor of Divinity. Von 1945 bis 1951 war er der Dekan und Professor für Theologie und Apologetik am Baptist Bible Seminary in Johnson City, Broome County, New York. 1951 wurde er der Dekan des Denver Seminary in Littleton, Colorado. Von 1956 bis 1979 war er dessen Präsident, nach seiner Emeritierung blieb er der „Präsident Emeritus“ und Kanzler. 1960 schloss Grounds seine Doktorarbeit an der Drew University in Madison, New Jersey, ab, die er zwanzig Jahre zuvor begonnen hatte. In seinen sechzig Jahren Lehr- und Leitungstätigkeit formte und prägte er das Denver Seminar, und die Studentenzahl nahm von 30 auf 300 Studenten zu.
Grounds starb mit 96 Jahren am 12. September 2010 in Wichita, Kansas. Seine Abdankung fand am 16. September in der Simpson Kapelle des Denver Seminars statt, sein Gedenkgottesdienst war am 9. Oktober in der Cherry Hills Community Church in Highlands Ranch. Er wurde in der Olinger Chapel Hill Mortuary & Cemetery beigesetzt.

## Familie
Vernon Grounds war seit Juni 1939 mit Ann Barton verheiratet. Sie hatten eine Tochter, zwei Enkelkinder und zwei Urenkelkinder.

## Würdigung
Grounds veröffentlichte mehrere Bücher, hunderte Artikel für christliche Zeitschriften, war Autor bei Christianity Today und schrieb Beiträge für Our Daily Bread, einem evangelikalen Bibelleseplan. Er erhielt die Ehrendoktorwürde des Wheaton College und des Gordon College in Anerkennung seiner Tätigkeit als Hochschullehrer. Obwohl er ein biblizistisches Verständnis der Heiligen Schrift hatte, führten er, Carl F. H. Henry und weitere Leitfiguren die wachsende evangelikale Bewegung in Nordamerika aus der fundamentalistischen Enge. Er setzte sich für ein soziales Engagement ein und lenkte die Aufmerksamkeit der Evangelikalen erneut auf ihre soziale Verantwortung gegenüber den Armen in den eigenen Reihen und weltweit. Mutig stellte er sich öffentlich zum Linksevangelikalen Jim Wallis, als dieser von vielen evangelikalen Leitern abgelehnt und gemieden wurde. Zudem war er ein überzeugter Förderer christlicher Seelsorge, Beratung und Mentoring für jedes Lebensalter, das er in starkem Ausmaß selbst praktizierte.

## Schriften (Auswahl)
- The Reason of Our Hope. Moody Press, Chicago 1945.
- Evangelicalism and Social Concern. 1968; neuer Titel: Evangelicalism and social responsibility. N° 16, Herald Press, 1969, ISBN 0-8361-1601-1.
- Revolution and the Christian Faith. An Evangelical Perspective, Lippincott, 1971; Wipf und Stock, 2007, ISBN 978-1-55635-375-8.
- Emotional Problems and the Gospel. Zondervan, Grand Rapids 1976, ISBN 0-310-25311-X.
- Radical Commitment: Getting Serious About Christian Growth. 1984.
- Yes, But How? Getting Serious About Your Faith. Discovery House, 1998, ISBN 0-929239-50-4.